# پرینسیس ان (مریلند)
پرینسیس ان (به انگلیسی: Princess Anne) شهری در ایالت مریلند کشور ایالات متحده آمریکا است که جمعیت آن در سرشماری سال ۲۰۱۰ میلادی، ۳٬۲۹۰ نفر بوده‌است.